# Soyo Oka
Soyo Oka, född 9 april 1964, är en japansk kompositör från Nishinomiya som mest gjort sig känd för att ha komponerat huvudtemat i spelserien Mario Kart. Oka studerade musik vid Osaka College of Music och började jobba på Nintendo 1987 innan hon blev frilansande artist 1995. Utöver musiken till Mario Kart har hon också gjort musik till Sim City, Pilot Wings, Super Mario All-Stars och Wario's Woods. Oka har även gjort musik för tv-produktioner likaså är hon därtill författare och föreläsare vid bland annat Shobi universitet och Kamazawa Women's University.